# Montoulieu (Hérault)
Montoulieu é uma comuna francesa na região administrativa de Occitânia, no departamento de Hérault. Estende-se por uma área de 16,1 km². Em 2010 a comuna tinha 166 habitantes (densidade: 10,3 hab./km²).